# Gislöv
För orten i Simrishamns kommun, se Gislöv, Simrishamns kommun.
Gislöv är en småort i Trelleborgs kommun och kyrkby i Gislövs socken i Skåne, belägen på Söderslätt öster om Trelleborg. Många fiskare utgick från Gislöv och hade sina båtar i hamnen som kallas Gislövs läge. Gislövs kyrka ligger här.
Fotbollsspelaren Prawitz Öberg kommer från Gislöv.